# Chaos Island: The Lost World - Jurassic Park
Chaos Island: The Lost World - Jurassic Park est un jeu vidéo de stratégie en temps réel développé par DreamWorks Interactive. Il est sorti en 1997 sur Windows et est basé sur le deuxième film de la franchise Jurassic Park.

## Accueil
- Computer Games Magazine : 3/5[1]